# Maksymilian Więcek
Maksymilian Więcek (* 18. September 1920 in Baranów Sandomierski; † 28. Dezember 2006 in Krakau) war ein polnischer Eishockeyspieler und -trainer sowie Basketball- und Handballspieler.  

## Karriere
Maksymilian Więcek begann seine Karriere als Eishockeyspieler beim YMCA Krakau, für das er von 1935 bis 1939 aktiv war. Nach dem Zweiten Weltkrieg spielte er zunächst von 1945 bis 1949 für KS Cracovia, mit dem er in den Jahren 1946, 1947 und 1949 jeweils den polnischen Meistertitel gewann. Von 1950 bis 1960 trat er für Legia Warschau an und wurde mit der Mannschaft in den ersten sieben Jahren jeweils erneut Polnischer Meister. Zuletzt stand er noch einmal für KS Cracovia auf dem Eis. 
Später war Więcek als Trainer der Nachwuchsmannschaften von Olsza Krakau und KS Cracovia tätig.

### International
Für die polnische Eishockeynationalmannschaft nahm Więcek an den Olympischen Winterspielen 1948 in St. Moritz teil. Insgesamt bestritt er 16 Länderspiele für Polen. 
Für die polnische Handballnationalmannschaft erzielte er in vier Spielen elf Tore. Darüber hinaus war er Mitglied der polnischen Basketballnationalmannschaft.

## Erfolge und Auszeichnungen
| - 1946 Polnischer Meister mit KS Cracovia - 1947 Polnischer Meister mit KS Cracovia - 1949 Polnischer Meister mit KS Cracovia - 1951 Polnischer Meister mit Legia Warschau - 1952 Polnischer Meister mit Legia Warschau | - 1953 Polnischer Meister mit Legia Warschau - 1954 Polnischer Meister mit Legia Warschau - 1955 Polnischer Meister mit Legia Warschau - 1956 Polnischer Meister mit Legia Warschau - 1957 Polnischer Meister mit Legia Warschau |